# Parc national de Nikkō
Le parc national de Nikkō (日光国立公園, Nikkō kokuritsu kōen) est un parc national japonais situé autour de la ville de Nikkō dans une partie montagneuse de la région du Kantō.
Il s'étale sur les préfectures de Tochigi, Gunma, Fukushima et de Niigata.

## Géographie

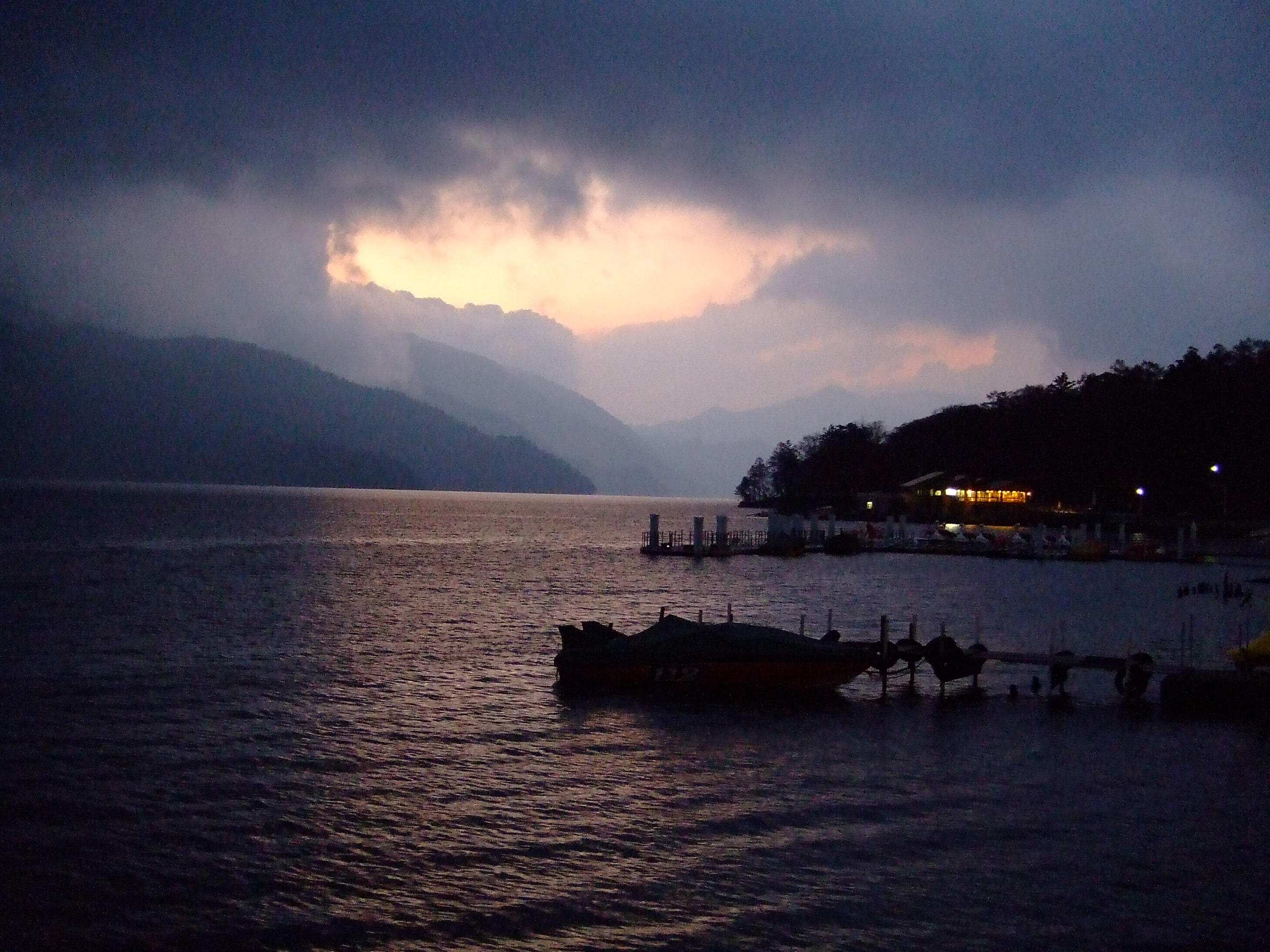
Le lac Chūzenji, dans le parc national de Nikkō

Le parc est situé à une altitude comprise entre 300 et 2 578 m dans une région de monts volcaniques éteints, dont les plus importants sont le mont Nikkō-Shirane (2 577 m), le mont Nantai avec le cratère d'un ancien volcan (2 484 m), le mont Nasu et le mont Hiuchi.
Le parc est formé de plateaux comme le Ozegahara, de rivières, de cascades et de forêts denses. Des sources thermales (onsen) se situent notamment à Chūzenji. Les chutes de Kegon sont une des 57 chutes du parc et coule depuis le lac Chūzenji.
La température varie de 19 °C en août à −4 °C en février et la moyenne des précipitations annuelles est de 2 254 mm.
La neige peut atteindre deux mètres au milieu de l'hiver.

## Végétation
La végétation du parc est typiquement paléarctique. Les forêts de conifères ont de très vieux cèdres du Japon (Cryptomeria japonica).

## Faune
Le parc est célèbre pour ses macaques japonais (Macaca fuscata), 
ses ours noir d'Asie (Selenarctos thibetanis japonicus) 
et ses cerfs Sika (Cervus nippon centralis).
De nombreux oiseaux peuvent être observés comme le faisan versicolore (Phasianus versicolor), 
le faisan scintillant  (Syrmaticua soemmerringii scintillans), 
le roselin à nuque brune (Leucosticte arctoa brunneonucha), le gobemouche bleu (Muscicapa c. cyanomelana) 
et le rouge-gorge du Japon (Erithacus a. akahige). Le bruant gris (Emberiza variabilis) niche autour 
du lac Ozenuma et sur le mont Nasu.

## Sites culturels
Les sanctuaires et temples de Nikkō ont été inscrits au patrimoine mondial de l'humanité en 1999. Les plus importants sites sont le Tōshō-gū construit en 1617 et le Rinnō-ji.

## Tourisme
Le parc est facilement accessible en voiture, en train et en bus. 
Il est situé à environ deux heures de Tōkyō par le train, par exemple à partir de Asakusa avec la ligne Tōbu.
De nombreux hôtels se trouvent près du lac Chūzenji, ainsi qu'un camping près du complexe hôtelier de Yumoto onsen.
Le parc est parcouru par des sentiers balisés et il est aussi possible de louer des bateaux et de pêcher au lac Chūzenji.